# نيكول ريتشي
نيكول ريتشي (بالإنجليزية: Nicole Richie)‏ مواليد (21 سبتمبر 1981) هي مصممة أزياء أميركية، ومؤلفة، وممثلة وشخصية تلفزيونية. كان والدها بيتر مايكل الموسيقي الذي لعب لفترة وجيزة مع ليونيل ريتشي، وأمها والمساعد التنفيذية نيكول ريتشي هي ابنة بالتبني لليونيل ريتشي المغني، في السنوات الأخيرة ركزت على العمل الخيري والقضايا البيئية. في نوفمبر 2007، أنشأت ريتشي وزوجها جويل مادن مؤسسة خاصة بالطفولة.

## وصلات خارجية
- نيكول ريتشي على موقع IMDb (الإنجليزية)
- نيكول ريتشي على موقع ألو سيني (الفرنسية)
- نيكول ريتشي على موقع ميوزك برينز (الإنجليزية)
- نيكول ريتشي على موقع أول موفي (الإنجليزية)
- نيكول ريتشي على موقع إن إن دي بي (الإنجليزية)
- نيكول ريتشي على موقع قاعدة بيانات الفيلم (الإنجليزية)
- نيكول ريتشي على موقع كينوبويسك (الروسية)